# بابی (فضولی)
بابی (به لاتین: Babı) یک منطقه مسکونی در جمهوری آذربایجان است که در شهرستان فضولی واقع شده است. بابی ۱۱۲۹ نفر جمعیت دارد.